# Jair Lynch
Pour les articles homonymes, voir Lynch.
Jair Lynch est un gymnaste artistique américain né le 2 octobre 1971 à Amherst.

## Biographie
Lors des Jeux olympiques d'été de 1996 se tenant à Atlanta, il remporte la médaille d'argent dans l'épreuve des barres parallèles.